# Take a Step Back
«Take a Step Back» — песня американского рэпера Ski Mask the Slump God при участии XXXTentacion. Трек был выпущен 12 мая 2017 года как второй сингл со второго микстейпа YouWillRegret. Песня спродюсирована Ronny J.

## Предыстория и описание
«Take A Step Back» изначально был выпущен в составе дебютного микстейпа Ski Mask the Slump God Drown in Designer 16 мая 2016 года. Песня была описана как «гимн мош-пита» и как неофициальная тема рэп-фестивалей. В ней использованы элементы панк-рока и хэви-метала. Песня была записана на наушники для iPhone, что придавало ей дисторшн.
В период с конца 2017 по начало 2018 года между Ski Mask the Slump God и XXXTentacion завязался конфликт, когда первый заявил, что хочет, чтобы его считали отдельным рэпером, а не просто партнёром второго. На фестивале Rolling Loud 2018 года оба рэпера вместе исполнили «Take A Step Back», положив конец вражде.

## Отзывы
Девон Джефферсон из HotNewHipHop написал, что песня является «прекрасным примером подхода и стиля Soundcloud-рэпа. Этот трек явный толчок в грудь индустрии».

## Сертификации
| Регион                                                                      | Сертификация | Продажи   |
| --------------------------------------------------------------------------- | ------------ | --------- |
| США (RIAA)                                                                  | Платиновый   | 1 000 000 |
| Данные о продажах + прослушиваниях приведены только на основе сертификации. |              |           |